# 彼得·柏卡歷克
彼得·柏卡歷克（斯洛伐克語發音：[ˈpeter ˈpekariːk]，1986年10月30日—）是一名斯洛伐克足球運動員，擔任右後衛，現時效力於德甲球隊柏林赫塔。

## 俱樂部生涯
柏卡歷克出身自MSK斯利納，期間曾被借用至ZTS杜比尼卡。於MSK斯利納出席歐洲足協盃的賽事被禾夫斯堡的主教練馬加夫賞識，在2009年冬季轉會窗斥資100萬歐元把他帶到德甲聯賽

### 禾夫斯堡
期間協助球隊贏得歷來首次德甲冠軍。
但到了2011年夏季柏卡歷克卻成為馬加夫的清洗對象，於8月31日轉會窗關閉前以150萬歐元賣到土超的开赛利

## 國際賽生涯
佩卡里克在2006年12月10日首次為國家隊披甲上陣，對手為阿聯酋。他在對陣聖馬力諾的比賽中打進第一個國家隊進球。他也是斯洛伐克參加2010年世界盃23人大名單之一。
2021年6月1日，佩卡里克在對陣保加利亞的國際友誼賽中達成國家隊第100次出場，佩卡里克賽前受訪表示：“這對我來說是一種特殊的感覺。我非常強烈和情緒化地體驗每次代表國家隊比賽。我曾多次提到穿著國家隊球衣是我職業生涯中最大的榮譽。實現這樣的目標並不容易。當我回顧過去時，第一次首發是2006年他在對陣阿聯酋的比賽。從那時起，美好的十五年過去了，我對國家隊的每一場比賽都有美好的回憶。”

### 國際賽進球
| #  | 日期       | 球場                                   | 對手     | 分數  | 結果 | 賽事                       |
| -- | ---------- | -------------------------------------- | -------- | ----- | ---- | -------------------------- |
| 1. | 2009.06.06 | 特赫內波爾球場, 布拉提斯拉瓦, 斯洛伐克 | 圣马力诺 | 2 – 0 | 7–0  | 2010年世界盃外圍賽         |
| 2. | 2015.03.27 | 波德杜布農球場, 日利納, 斯洛伐克       | 盧森堡   | 3 – 0 | 3–0  | 2016年歐洲足球錦標賽外圍賽 |

## 榮譽

### 球會
禾夫斯堡
- 德国足球甲级联赛 冠軍：2008-2009賽季

 柏林赫塔
- 德國足球乙級聯賽 冠軍：2012-2013賽季

## 外部連結
- MŠK斯利納網站 柏卡歷克資料 （斯洛伐克文）
- 柏卡歷克 – FIFA國際賽競賽紀錄 (存檔)
- Soccerway資料庫：彼得·柏卡歷克